# Тит Флавий Лонгин Квинт Марций Турбон
Тит Флавий Лонгин Квинт Марций Турбон (лат. Titus Flavius Longinus Quintus Marcius Turbo) — римский политический деятель середины II века.
Лонгин происходил из всаднического рода. Его отцом был декурион нескольких дакийских городов Тит Флавий Лонгин. Впоследствии Тит был усыновлён префектом претория Квинтом Марцием Турбоном. Карьеру он начал с командования I когортой германцев в провинции Верхняя Германия (по другим сведениям, в Нижней Мёзии). В 137 году Лонгин становится квестором Луция Элия Цезаря.
Затем он занимал должность эдила, а примерно в 142 году становится претором. С 143 до 146 года Лонгин возглавлял I Вспомогательный легион в паннонском городе Бригетионе. В 146—149 годах в качестве императорского легата пропретора он управлял провинцией Лугдунская Галлия.
В 149 году Лонгин становится консулом-суффектом. В 151 году он назначается куратором общественных работ. С 153/154 по 156 год в качестве императорского легата пропретора Лонгин руководил провинцией Нижняя Мёзия. О его дальнейшей судьбе нет сведений.